# Miklós Apáti
Miklós Apáti (n. 5 iulie 1944, Budapesta-) este scriitor, poet și jurnalist maghiar.